# (29561) Iatteri
(29561) Iatteri est un astéroïde de la ceinture principale.

## Description
(29561) Iatteri est un astéroïde de la ceinture principale. Il fut découvert le 21 février 1998 à Stroncone par l'Observatoire astronomique Santa Lucia de Stroncone. Il présente une orbite caractérisée par un demi-grand axe de 3,10 UA, une excentricité de 0,12 et une inclinaison de 8,9° par rapport à l'écliptique.

## Compléments